# DeviantArt
DeviantArt, Inc (abreviado como dA - significa algo como "arte marginal") é uma empresa virtual, criada nos Estados Unidos, na forma de um  website direcionado para artistas. Ele permite que iniciantes ou profissionais compartilhem, promovam e interajam por meio de obras de arte digitalizadas, incorporando tanto a fotografia, videografia, literatura, foto-manipulação, arte tradicional, arte clássica e arte contemporânea.
A plataforma foi lançada em 7 de agosto de 2000 por Scott Jarkoff, Matthew Stephens e Angelo Sotira, entre outros, a sede da empresa fica na região de Hollywood, estado da Califórnia.
Em 2014 a comissão de direção era composta por Angelo Sotira (co-fundador, investidor e diretor executivo), Andrew McCann (diretor de tecnologia), Alina Vorob (diretora de fotografia) e Daniel Sowers (diretor para direitos de autor e aplicação das regras e políticas).
Até março de 2013 o site possuía mais de 25 milhões de membros, que superavam 246 milhões de submissões. Em julho de 2011 foi avaliado como a 13ª maior rede da internet, com 3,8 milhões de visitas semanais.

## Origem
deviantART era originalmente uma parte de uma rede de sites da Web relacionados à música chamada Dmusic Network. O site alastrou-se rapidamente graças às suas ofertas únicas e à contribuição de um núcleo de membros e uma equipe de voluntários depois de seu lançamento. Foi incorporado oito meses depois de seu lançamento.
DeviantArt (inicialmente escrito Deviant Art, e mais tarde deviantART) começou como um site conectado a pessoas que modificavam aplicações de computador ao seu gosto, ou publicavam variações desses designs. À medida que o site cresceu, os membros passaram a ser conhecidos como artistas e suas submissões como obras de arte.
DeviantArt foi inspirado por projetos como Winamp Facelift, customize.org, deskmod.com, screenphuck.com e skinz.org — todos baseados em aplicações para skinning. Foi fundado por Angelo Sotira, Scott Jarkoff e Matt Stephens. Sotira confiou todos os aspectos públicos do projeto a Jarkoff, como engenheiro e visionário. Os três fundadores tinham origens em comunidades de skinning, mas Stephens deu a maior contribuição ao sugerir que o conceito fosse além do skinning, tornando-se uma comunidade de arte. Desde agosto de 2000, o site passou a se chamar oficialmente deviantART, Inc.
Muitos dos envolvidos com o desenvolvimento inicial do site ainda mantêm cargos como administradores.

## Site
O site possui mais de 550 milhões de imagens enviadas por mais de 75 milhões de membros registrados. Em julho de 2011, o DeviantArt era a maior comunidade de arte online.
Ao entrar no DeviantArt, é possível navegar sem registro, com uma conta gratuita (free membership) ou uma conta paga (choice membership). Sem registro, a ferramenta mais básica é a busca (search), na qual o usuário digita um termo e o site exibe as deviations (obras) relacionadas. Outra ferramenta é o browse, que permite restringir os resultados a uma categoria, subcategoria ou subsubcategoria artística. Também é possível ordenar as deviations por mais recentes ou mais populares.
Os membros do DeviantArt podem deixar comentários e críticas nas páginas individuais das obras, permitindo que o site seja considerado "um aplicativo [gratuito] de avaliação por pares".
Além de comentários escritos, o DeviantArt permite o envio de pequenas imagens como comentário, por meio do DeviantArt Muro, uma ferramenta de desenho baseada em navegador desenvolvida pela própria plataforma. Apenas membros podem salvar seus trabalhos como deviations. Outro recurso do Muro é o "Redraw", que grava o processo de criação e permite postá-lo como uma obra em vídeo.
Ao clicar em uma deviation, a página da obra será aberta. Nela, é possível ampliá-la, ver os comentários do autor e de outros usuários, baixar a imagem, enviá-la para um celular ou imprimi-la, se disponível. Em qualquer página de perfil, há links para visualizar a galeria do artista, seus favoritos, pastas organizadas com obras próprias, de terceiros ou mistas. Também é possível navegar entre as obras utilizando os botões “next” e “previous”.
Obras individuais são exibidas em páginas próprias, com estatísticas, espaço para comentários e opções de compartilhamento. Antes da versão 9 do site, era obrigatório categorizar as deviations no envio, o que ajudava o motor de busca a encontrar conteúdos relacionados.
Os membros podem organizar suas obras em pastas dentro de seus perfis. As páginas de perfil exibem as obras enviadas, postagens em diário (journals), que funcionam como blogs pessoais, favoritos, lista de seguidores (watchers), e notificações no centro de mensagens. As notificações incluem comentários recebidos e quando uma obra é adicionada aos favoritos de alguém.
Também é possível criar grupos temáticos que possível criar grupos temáticos que qualquer membro pode integrar. Esses grupos se baseiam em tipos de mídia ou conteúdo, como literatura, desenho, fotografia, entre outros. Nos grupos, os usuários colaboram e divulgam arte entre pares. Há também ferramentas de comunicação privadas, como o sistema de mensagens (Notes), fóruns para discussões mais estruturadas, e salas de bate-papo (chat rooms).
Ao se registrar, o usuário pode comprar roupas no DeviantWear, adquirir obras na loja (Shop), acessar atualizações do site, participar de concursos, e utilizar o sistema de mensagens em tempo real (dAmn).
Com uma conta gratuita, o perfil do usuário exibe quatro obras postadas, quatro favoritas, últimos seguidores e informações pessoais. Com a conta paga (choice membership), há mais vantagens, como a possibilidade de vender obras diretamente da página.
Em caso de dúvidas, pode-se clicar em “more” no canto direito de qualquer página e acessar “Help e FAQ”, onde estão as respostas para perguntas frequentes (todo o conteúdo está em inglês). O site foi desenvolvido para oferecer navegação simples e intuitiva, facilitando a busca por qualquer tipo de imagem, forma de arte ou informação.
O DeviantArt passou por diversas reformulações, lançando versões com novos recursos. Curiosamente, a terceira, quarta e quinta versões do site foram lançadas no dia 7 de agosto, aniversário de fundação da plataforma.

## Concursos
Devido à natureza do DeviantArt como uma comunidade artística com alcance mundial, empresas utilizam a plataforma para se promover e gerar mais publicidade por meio de concursos. A CoolClimate é uma rede de pesquisa vinculada à Universidade da Califórnia, que realizou um concurso em 2012 para abordar o impacto das mudanças climáticas. Inscrições foram recebidas de todo o mundo, e o vencedor foi destaque no The Huffington Post.
Diversas montadoras de automóveis realizaram concursos. A Dodge promoveu um concurso em 2012 para artes do Dodge Dart, e mais de 4.000 inscrições foram recebidas. Os vencedores receberam prêmios em dinheiro e produtos, além de terem suas obras exibidas em uma galeria na sede da Dodge-Chrysler. A Lexus fez uma parceria com o DeviantArt em 2013 para realizar um concurso com prêmios em dinheiro e outros brindes baseado no design do Lexus IS; o design vencedor foi transformado em um Lexus IS modificado e exibido no salão SEMA 2013 em Los Angeles, Califórnia.
O DeviantArt também organiza concursos para filmes em lançamento, como Riddick. Artes de fãs para Riddick foram submetidas, e o diretor David Twohy escolheu os vencedores, que receberam prêmios em dinheiro e outros relacionados ao DeviantArt, além de terem suas obras transformadas em pôsteres oficiais de fan art para eventos. Um concurso semelhante foi realizado para o filme Dark Shadows, onde os vencedores receberam prêmios em dinheiro e outros brindes. Jogos eletrônicos também realizam concursos com o DeviantArt, como o concurso de Tomb Raider em 2013. A arte vencedora foi transformada em uma impressão oficial vendida internacionalmente na loja do Tomb Raider, além de prêmios em dinheiro e outros brindes. Outros vencedores também receberam prêmios em dinheiro e produtos relacionados ao DeviantArt.

## Eventos

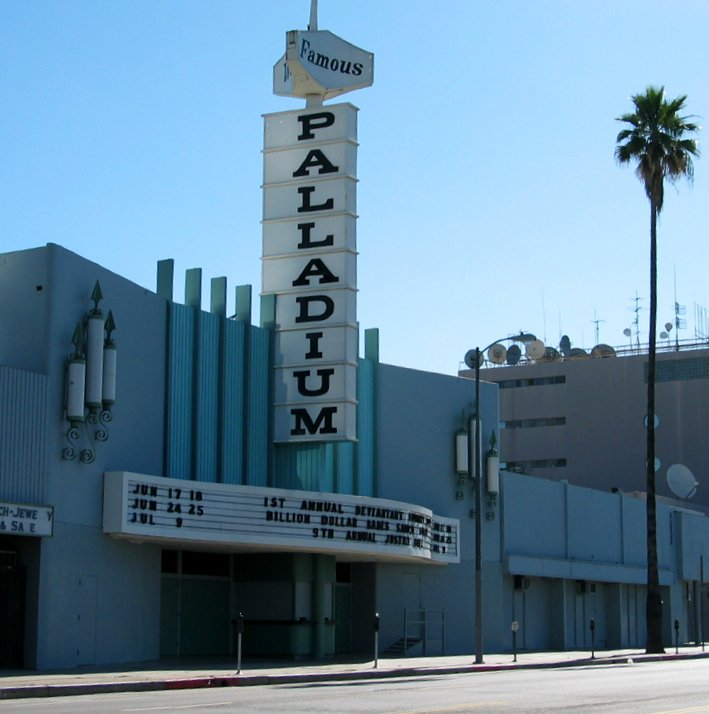
O Hollywood Palladium durante o primeiro deviantART Summit

Nos dias 17 e 18 de junho de 2005, o DeviantArt realizou sua primeira convenção, o deviantART Summit, no Palladium na região de Hollywood em Los Angeles, Califórnia, Estados Unidos. A cúpula consistiu em diversas exposições com inúmeros artistas, incluindo grupos antigos e novos, distribuídos em cerca de 200 estandes. Telões exibiam obras de arte conforme eram submetidas ao vivo ao DeviantArt, que na época recebia 50.000 novas imagens por dia. A cúpula também sediou vários workshops e seminários relacionados à arte. -->

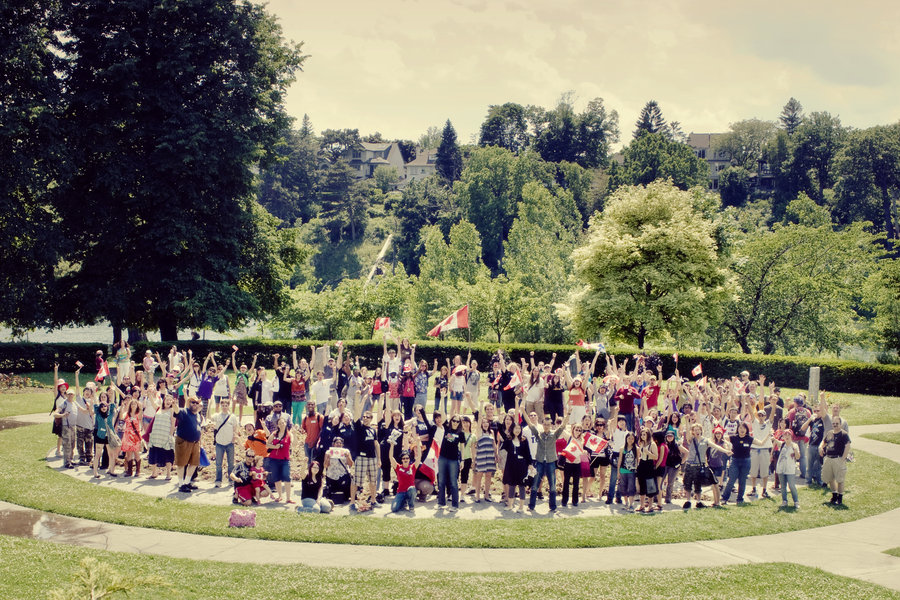
Encontro da World Tour em Toronto, Ontário em 2007

A partir de 13 de maio de 2009, o DeviantArt embarcou em uma turnê mundial, visitando cidades ao redor do globo, incluindo Sydney, Singapura, Varsóvia, Istambul, Berlim, Paris, Londres, Nova York, Toronto e Los Angeles. Durante a turnê, o novo recurso "Portfólio" do DeviantArt foi apresentado aos participantes.
Ocasionalmente, o DeviantArt promove encontros para que os membros se encontrem na vida real, interajam, troquem experiências e se divirtam. Houve encontros para o aniversário do DeviantArt, chamados de "Birthday Bashes", bem como reuniões informais ao redor do mundo. Em 2010, membros europeus do DeviantArt organizaram um deviantMEET para comemorar o aniversário da plataforma em agosto. Também houve uma celebração nesse ano na House of Blues, em Hollywood, Califórnia.

## Categorias
No browse, as principais categorias são as seguintes:
- Antropogénica
- Arte Digital
- Arte Tradicional
- Artesão Artesanat
- Customização
- Desenhos
- Design e Interfaces
- Fan Artes
- Filme e Animação
- Flash
- Fotografia
- Literatura
- Programas
- Recursoso
- Revistinhas
- Videojogos

E essas se dividem em subcategorias, que por sua vez se divide de novos indefinidamente.

## Terminologia
- dA — abreviação do nome do site
- dAmn — abreviação de "deviantART message network"
- Deviant — usuário do deviantART
- Deviation — trabalho publicado do artista ("deviant")
- Scrap - trabalho em rascunho do artista ("deviant")
- DeviantWEAR — loja de roupas do site

## Comunidades semelhantes
- Sheezyart
- Elfwood
- Newgrounds
- Albino Blacksheep
- MetaReciclagem
- FurAffinity